# نقد شیعه دوازده‌امامی
نقد شیعه دوازده‌امامی از زمان اولین شکاف میان جناح‌های اصلی اسلام، سنی و شیعه قدمت دارد. مسئله جانشینی محمد، ماهیت امامت، وضعیت دوازدهمین امام شیعه و دیگر حوزه‌هایی که در آن‌ها اسلام شیعی از اسلام سنی متفاوت است، توسط علمای اهل سنت مورد نقد واقع شده‌است.
فرقه‌های سنی مذهب به ویژه سلفی‌ها بسیاری از جنبه‌های اعتقادی شیعه را غلط یا بدعت‌آمیز و کفرآمیز می‌دانند.
در بین خود جوامع شیعه، مفسران و محققانی چون موسی الموسوی و علی شریعتی با هدف اصلاح مذهبی، برخی اعمال و عقاید رایج در جامعه را نقد کرده‌اند.

## غیبت

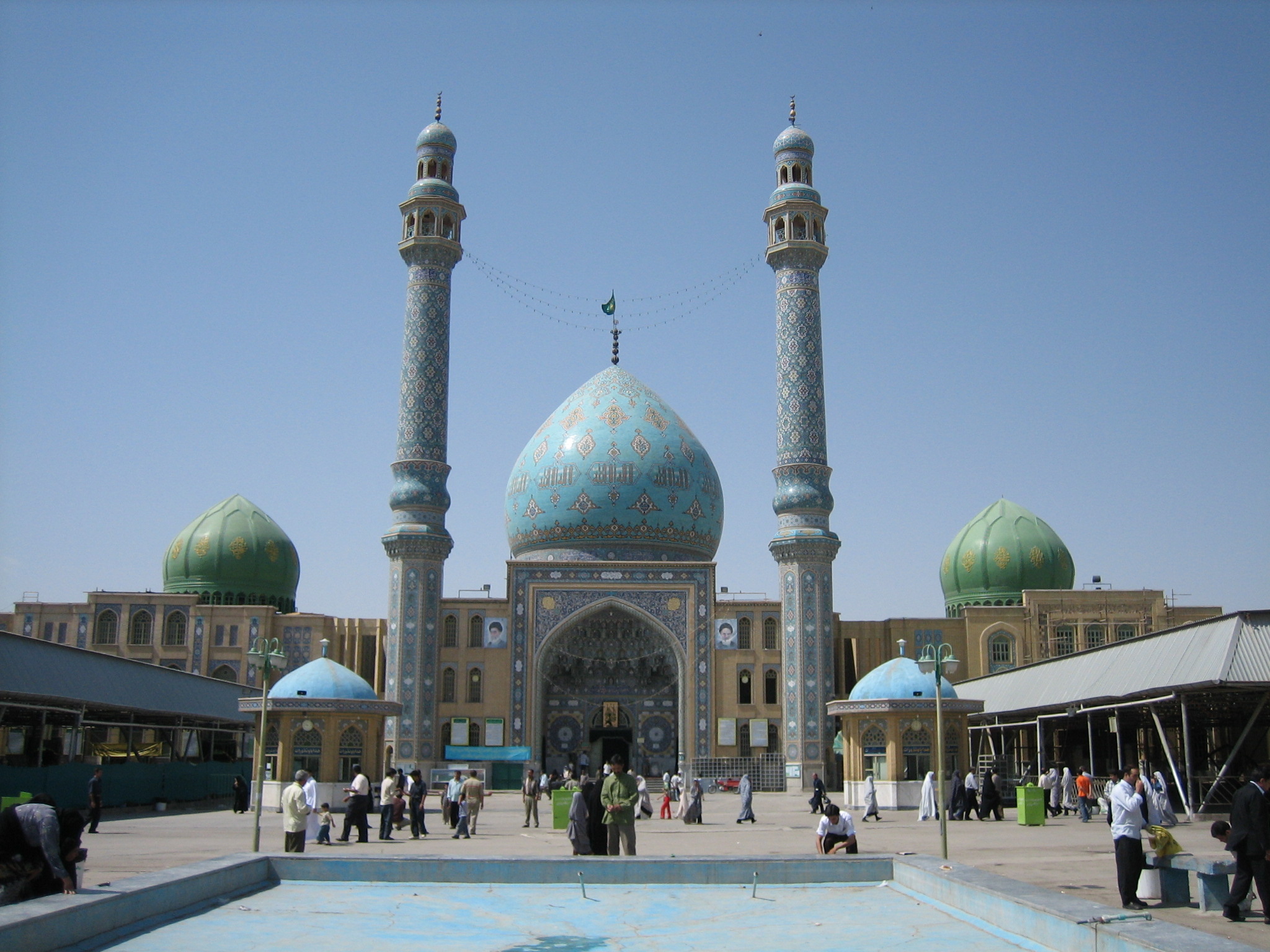
جمکران، مکانی که گفته می‌شود به گفته حجت بن الحسن ساخته شده‌است.

به اعتقاد شیعیان حجت بن الحسن، امام دوازدهم شیعیان، به عنوان آخرین امام از سال ۸۷۳ در غیبت به سر می‌برد و همان مهدی موعود است. این اعتقاد از زمانهای دور توسط محققان سنی مذهب مورد انتقاد بوده‌است؛ و عقیده دارند امام دوازدهم هرگز وجود نداشته‌است و شیعیان این افسانه را خلق کرده‌اند تا مکتب شیعه را سرپا نگه دارند.
محققان غربی هم وجود امام غایب را مورد تشکیک قرار داده‌اند. به عقیده رابرت گلیو، دکترین غیبت امام دوازدهم وقتی غالب شد که هیچ‌یک از نظریه‌های رقیب موفق نشدند مسئله جانشینی امام یازدهم، با وجود نداشتن فرزند را توجیه کنند. به عقیده برنارد لوئیس، پس از قیام‌ها و سرکوب‌های فراوان که هر بار رهبر قیام ناپدید می‌شد، و پیروانش می‌گفتند غایب شده‌است، غیبت امام و برگشت دوبارهٔ او مشخصهٔ ویژهٔ شیعه شد. با هر رهبری که ناپدید شد و برنگشت، این دیدگاه به عنوان مشخصهٔ شیعه، اجزای بیشتری پیدا کرد.
در مقابل ویلفرد مادلونگ در دانشنامه اسلام، تأکید دارد دکترین غیبت پیش از غیبت امام دوازدهم به اندازه کافی به‌وسیلهٔ روایات ائمهٔ پیشین مورد تصدیق قرار گرفته‌است، طوری‌که پس از مرگ امام یازدهم اکثریت امامیه به وجود مهدی موعود عقیده داشتند. بعلاوه مادلونگ چندین محقق مذهبی غیر شیعه را نام می‌برد که اعتقادات مشابهی دارند.
در یکی از احادیث شیعه، محمد گفته‌است: "اگر تنها
یک روز از عمر زمین باقی باشد، خداوند آن روز را آنقدر طولانی خواهد کرد تا خداوند مردی از خاندان من خواهد فرستاد که همنام من است. او زمین را را از عدالت پر خواهد کرد همان‌طور که از بی‌عدالتی پر شده‌است."
با این حال اکثریت اهل سنت، پسر امام یازدهم را مهدی موعود نمی‌دانند. به اعتقاد شیعیان تنها صحنه‌ای که پسر امام یازدهم در انظار عمومی ظاهر شد، زمان مرگ پدرش بود.
به اعتقاد شیعه تولد مهدی همانند تولد موسی، بنا به ضرورت زمانه مخفی شده‌است. بخاطر رواج این اعتقاد که او مهدی موعود است، خلیفهٔ زمان قصد داشت یک بار و برای همیشه به کار امامت شیعه خاتمه دهد.

## صیغه موقت
نکاح متعه، یا ازدواج موقت، یک نوع ازدواج با یک دورهٔ زمانی محدود است که به وسیله شیعیان مجاز شمرده می‌شود. این ازدواج بعد از طی یک دوره مقرر خودبخود باطل می‌شود. به همین دلیل اغلب از طرف کسانی که آن را پوششی شرعی برای تن‌فروشی می‌دانند، مورد نقد قرار می‌گیرد. توماس پاتریک هیوز، مبلغ مسیحی، متعه را به عنوان ادامه یکی از «سنن شرم آور دوران جاهلیت» مورد نقد قرار می‌دهد.
علمای اهل سنت و همچنین نویسندگان غربی همچون جولی پارشال، زینو باران، و النا اندروا این نوع ازدواج را فاحشگی نامیده‌اند. به نظر شهلا حائری طبقه متوسط ایران هم این نوع ازدواج را نوعی تن‌فروشی می‌داند که بوسیله مقامات بنیادگرا، وجهه مذهبی پیدا کرده‌است.
نکاح متعه در زمان محمد و ابوبکر انجام می‌شد اما به دستور عمر بن خطاب، خلیفه دوم، ممنوع گردید. برای همین در میان اهل سنت ممنوع گردید. شیعه ممنوعیتِ عمر را از لحاظ شرعی و قانونی نامعتبر می‌داند و آیه ۲۴ سوره چهارم قرآن را به عنوان دلیل ذکر می‌کند. شیعه همچنین به این ادعا که متعه پوششی برای فحشاست را قبول ندارد و خصوصیاتی برای متعه برمی‌شمرد که آنرا از فاحشگی تمیز می‌دهد.
به عنوان مثال فرزندانِ حاصل از ازدواج موقت، مشروع قلمداد شده و از حقوق برابری با خواهر و برادرهایشان که حاصلِ ازدواج دائم هستند، برخوردارند و به میزان یکسانی از پدر و مادر ارث می‌برند. زنان صیغه ای، باید عده نگه دارند و همزمان نمی‌توانند با بیش از یک مرد ازدواج کنند و این در مورد ازدواج موقت و ازدواج دائم به یکسان صحیح است. بعلاوه برخی علمای شیعه، متعه را ابزاری برای ریشه کن شدن فحشا می‌دانند.

## تقیه
تقیه یکی از اعمالی است که بر طبق آن شیعیان می‌توانند برای حفظ جان، اعتقادشان را پنهان کنند. شیعه به همین خاطر از طرف کسانی که این را خلافِ اصول شجاعت و دلاوری می‌دانند، مورد نقد قرار می‌گیرد. در واقع اساس اشکال در قضیه تقیه به این قضیه ربط پیدا می‌کند که هرگاه ثابت می‌شود که فلان امام شیعه اعمال و گفتارش خلاف مذهب شیعه بوده با این حربه که این امام تقیه کرده‌است مورد دفاع قرار می‌گیرد و بنابراین مانند یک دیوار بلند جلوی حقیقت کشیده می‌شود؛ مثلاً اینکه جعفر صادق دستور به شستن پا داده در کتب مورد وثوق شیعه موجود و ثابت شده اما گفته می‌شود که تقیه کرده یا اینکه علی در کوفه با دستان بسته نماز می‌خوانده و… و تمامی موارد حمل بر تقیه می‌شود بدون سند و دلیلی که ثابت کند که آن امام تقیه کرده‌است؛ بنابراین تقیه ابزار سوءاستفاده و حربه اساسی مذهب شیعه در مقابل برهان قوی مخالفین این مذهب می‌باشد.
منتقدان دلیل می‌آورند که در مذهب شیعه، تقیه فقط برای حفظ جان صورت نمی‌گیرد بلکه به هر موقعیتی که به نفع و گسترش شیعه مربوط است، سرایت می‌کند. همان‌طور که در حدیثی از امام ششم تأکید شده‌است: «تقیه مذهب من و پدران من است.»
همچنین در روایت دیگری از کتاب کافی آمده‌است: «نه دهم ایمان تقیه است.»
به عقیده پاتریشیا کرون، شیعیان حتی برخی حکمتهای رازآلود خود را از توده مردم، حتی شیعیان، پنهان می‌کنند که مبادا مورد تکفیر قرار بگیرند. فیصل نور در کتاب «روی دیگر تقیه» به این نکته تأکید کرده‌است.
تقیه برای شیعیانی که به عنوان اقلیت در میان اکثریت سنی مذهب زندگی می‌کنند، مهم است. بعلاوه این دکترین، یعنی پنهان کردن اعتقاد در موقعیت‌های خطرناک، به ریشه قرآنی هم دارد، جایی که قرآن سرزنش را از کسانی که در چنین موقعیت‌هایی اعتقادشان را پنهان می‌کنند، برمی‌دارد.
کتمان عقیده در مواقع دشوار توسط شاخه‌های دیگر اسلامی هم مجاز شمرده می‌شود. مفسران شیعه معتقدند آیه ۱۶:۱۰۶ به عمار یاسر اشاره دارد که مجبور شد تحت فشار و شکنجه اعتقادش را پنهان کند. شیعه بر این اساس تأکید دارد در موارد تهدید و اجبار و اذیت و آزار، پیروانش حق دارند اعتقادشان را پنهان کنند.
و این اعتقاد شکل گرفت تا از شیعیان که همیشه در اقلیت و تحت فشار بوده‌اند، حمایت کند. بر این اساس، تقیه در مواقع خطر جانی و مالی، مجاز شمرده می‌شود. مفسران شیعه سابقهٔ تقیه را مربوط به زمان محمد می‌دانند و ضمن برشمردن مورد عمار یاسر، تأکید دارند استقبال از مرگ منطقی نیست و تقیه برای حفظ جان، مال و عفت زنان مجاز است.

## بی‌احترامی به ابوبکر، عمر و عثمان
اتهامی که معمولاً به شیعیان وارد می‌شود این است که به خلفای اهل سنت، ابوبکر، عمر و عثمان که در بدو اسلام از محمد حمایت کردند، توهین می‌کنند؛ چون به گمان آنها این خلفا بعد از محمد به دشمنی با علی و فرزندانش پرداختند. بعد از اینکه امپراتوری صفویه به شیعه تغییر مذهب داد، سه خلیفه اول، که به اعتقاد شیعه حق علی را غصب کرده بودند، در نماز جمعه لعن و نفرین می‌شدند.
در دهه ۱۹۶۰ میلادی یک جنبش جهانی برای اتحاد شیعه و سنی آغاز شد. صاحب نظران مذهبی، بی‌احترامی به صحابه را به عنوان مانعی بزرگ برای این اتحاد قلمداد کردند. در اواخر قرن بیستم سه مؤلف مذهبی در مصر، عربستان سعودی و پاکستان با پیش کشیدن این بی‌احترامی، تأکید کردند تا وقتی همه این بی حرمتی‌ها خاتمه پیدا نکند، گفتگوی شیعه و سنی ممکن نخواهد بود.
در سال ۲۰۱۰ سید علی خامنه‌ای طی فتوایی بی‌احترامی به صحابه و همچنین همسران محمد را ممنوع کرد. این فتوا در راستای تلاش برای اتحاد سیاسی، اجتماعی و حقوقی شیعه و سنی بود.
فتواهای مشابهی از طرف محمد تقی بهجت، سید علی سیستانی، ناصر مکارم شیرازی، سید عبدالکریم موسوی اردبیلی، موسی شبیری زنجانی و حسین وحید خراسانی در اینباره صادر شده‌است.

## سوگواری و قمه‌زنی

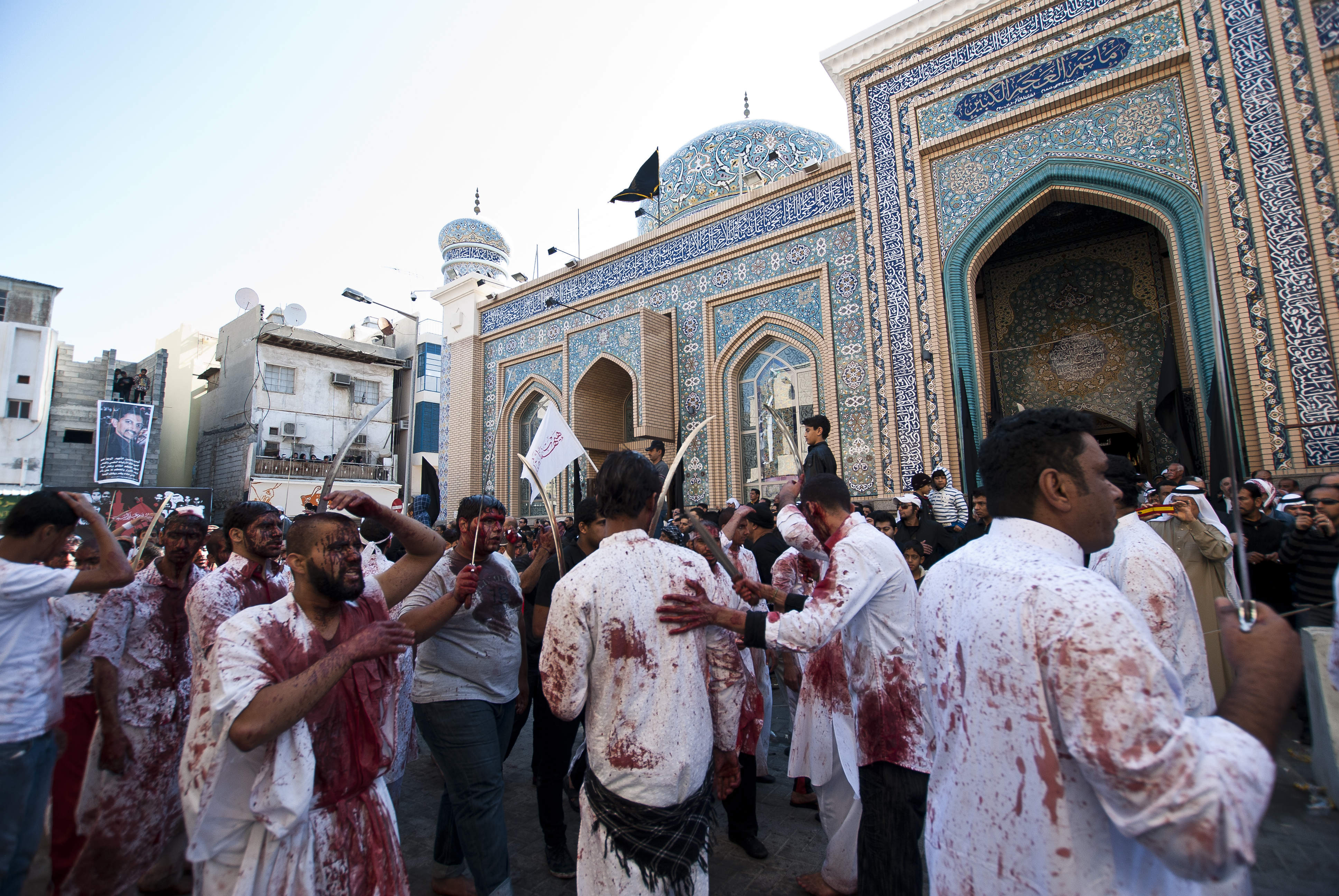
قمه‌زنی شیعیان در سوگ حسین بن علی

در شیعه دوازده امامی قمه‌زنی (نوعی خودزنی) در طول عاشورا برای کشته‌شدن حسین است؛ که به طور سنتی با اعمال خودآزاری آیینی همراه است، که اغلب به عنوان عملی وحشیانه توصیف می شود. به گفته محققان سنی مانند ابن تیمیه و عبد العزیز بن باز. مراسم عاشورا خود نمونه‌ای آشکار و مشخص از تمایل شیعه به افراط در (نوآوری مذهبی) است. آن‌ها استدلال می‌كنند كه مناسبت عزاداری سالانه برای حسین (یا هر فرد دیگر) هرگز توسط محمد - حتی برای نزدیکترین اعضای خانواده وی عملی نشده - و از این رو هیچ اعتبار در اسلام ندارد. به همین ترتیب، ابن رجب در كتاب الطائف در استدلال خود علیه عاشورا می‌گوید: نه خدا ... و نه پیامبر او ... روزهایی را که پیامبران با فجایع روبرو شدند روز مرگ آن‌ها برای عزاداری دستور نداده‌اند، این چگونه برای شخص کمتر از آن‌ها صادق است؟
علامه امينى از مراجع شیعه در پاسخ به این پرسش که آیا قمه زنی جایز است گفته است: 
«بله که واجب است! زيرا اگر اينها نبودند شما عاشورا را هم مانند غدير منكر مى‌شديد!»
میرزا جواد تبریزی از مراجع تقلید شیعه، در کتاب إستفتائات جديد در مورد حکم قمه زنی چنین می‌گوید:
قمه زدن فى نفسه مانعى ندارد، و اميد است خداوند متعال به تمام كسانى كه در راه امام حسين عليه السّلام تلاش مى‌كنند ثواب اخروى عنايت فرمايد و آنان را موفق كند، و اللّه العالم.
برخی روحانیون سنت گرا این اجازه را به شیعیان می‌دهند، اما روحانیون مدرن این کار را مصداق آسیب به خود می‌دانند و آن را جایز نمی‌دانند.
سید محمدسعید حکیم قمه زنی را مستحب می‌داند. سید محمد صادق روحانی، صافی گلپایگانی، شمس الدین واعظی قمه زنی را جایز می‌دانند. قمه زنی توسط سید علی خامنه‌ای، محمدتقی بهجت، مکارم شیرازی، جوادی آملی، محقق کابلی و حزب‌الله لبنان حرام اعلام شده‌است.
خامنه ای در ۱۴ ژوئن ۱۹۹۴ طی فتوایی قمه زنی را به عنوان یک عمل غیردینی که شایسته مسلمانان نیست،  آن را حرام اعلام کرده‌است.
به عقیده سنی‌های سلفی از قبیل ابن تیمیه، عزاداری بر حسین یا هر شخص دیگری ریشه در اسلام ندارد و هرگز توسط محمد حتی برای نزدیکترین کسانش سابقه نداشته‌است، بنابراین یک نوع بدعت در دین است. اما شیعیان معتقد هستند که محمد برای حمزه و جعفر اشک ریخته و دیگران را هم به این کار تشویق کرده‌است. همچنین شیعیان معتقدند چندین پیامبر از جمله آدم و زکریا برای حسین سوگواری کرده‌اند.

## عصمت ائمه
شیعیان به خاطر اتهام به اغراق در پاک دانستن و تقدس ائمه مورد انتقاد قرار می‌گیرند. کلینی در کتاب کافی ادعا می‌کند امامان شیعه می‌دانند چه وقت از دنیا می‌روند؛ و مرگ به سراغ آنها نمی‌آید مگر به انتخاب خودشان. آنها همه چیز را در مورد آینده و گذشته می‌دانند و هر وقت خداوند به محمد وحی می‌کند، به او امر می‌کند تا علی را نیز از آن آگاه کند.
به عقیده منتقدین این اندازه عصمت، نزدیک به عصمتِ محمد است، اگر هم اندازه نباشد.
و این شیعه را در معرض این اتهام قرار می‌دهد که موقعیت امامان را بیش از حد بالا می‌برد و آنها در سطح محمد و گاه بالاتر قرار می‌دهد.
هم شیعیان و هم اهل سنت به دو کارکرد رسالت اذعان دارند: رساندن پیام الهی به مردم و هدایت مردم. اهل سنت معتقدند هر دوی این کارکردها با وفات پیامبر پایان یافته‌است؛ در حالی که شیعه فقط وحی الهی را پایان یافته می‌داند، ولی هدایت و تفسیر وحی و توضیح قوانین الهی به وسیله ائمه را همیشگی می‌داند.
بر این مبنا، در الهیات شیعه، هدایت خداوند فقط از طریق قرآن و حدیث صورت نمی‌گیرد، بلکه از طریق افراد برگزیده که همان ائمه هستند ادامه پیدا می‌کند.
به اعتقاد شیعه، ائمه مخصوص اسلام نیستند و در دیگر ادیان بزرگ هم سابقه داشته‌اند.
برای مثال سام، وصی یا امامِ بعد از نوح بود. اسماعیل امام یا وصیِ پس از ابراهیم بود. هارون بعد از موسی و سیمون، جان و بقیه حواریون بعد از عیسی امامت و رهبری جامعه را برعهده داشته‌اند؛ و علی و فرزندانش هم بعد از محمد این وظیفه را عهده‌دار هستند.
از جعفر صادق روایت شده‌است که «اگر در روی زمین فقط دو نفر باقی بمانند، یکی از آنها حجت خدا خواهد بود.»
بر این اساس، به اعتقاد شیعه فرق بین رسول، نبی و امام به این شرح است: رسول در خواب و بیداری فرشته خدا را می‌بیند و سخنش را می‌شنود. نبی صدای فرشته را می‌شنود اما او را فقط در خواب می‌بیند. امام صدای فرشته را می‌شنود اما نه در خواب و نه در بیداری، او را نمی‌بیند.
به اعتقاد شیعه، اگر امام ضعف‌های مردم معمولی را داشت، دیگر جایگاهش بی‌معنی بود.
خداوند می‌بایست فردی را با صفات و عصمت پیامبر به عنوان جانشینش منصوب می‌کرد تا رهبری مردم و تفسیر قرآن را برعهده گیرد.
در منابع شیعه، اهل بیت که در آیه تطهیر عاری از گناه و خطا لقب گرفته‌اند، در واقع اصحاب کسا و اعضای خاصی از خانواده پیامبر هستند.

## امامان خردسال
سه امام از دوازده امام شیعیان، که به اعتقاد شیعه حجت خدا بر روی زمین به حساب می‌آیند، وقتی به امامت رسیدند کمتر از ده سال داشتند. محمد تقی، امام نهم وقتی به امامت رسید هفت و نیم سال سن داشت. علی نقی، امام دهم، بین شش و نیم و هشت و نیم سال داشت و حجت بن الحسن، امام دوازدهم، چهار و نیم سال سن داشت. احسان الهی ظهیر، محقق پاکستانی، معتقد است امکان ندارد امامانی به این سن و سال بتوانند رهبری شیعه را بر عهده بگیرند.
در مقابل ویلفرد مادلونگ، به این نکته توجه می‌دهد که در اعتقاد شیعه، دانش ائمه از راه الهام بدست می‌آید نه آموزش، و بنابراین حتی امامان خردسال می‌توانند بعد از امام پیشین، دریافت کننده دانش و الهام خداوندی باشد.
در مورد امام نهم، معمول بود شیعیان از پدرش، امام هشتم، بپرسند اگر اتفاقی برایشان بیفتد، آیا بچه ای به این سن و سال می‌تواند بعد از ایشان عهده‌دار رهبری شیعه شود؛ و امام رضا برایشان داستان عیسی را نقل می‌کرد که وقتی به پیامبری رسید، حتی سن کمتری از امام نهم شیعیان داشت.
همچنین به یوحنا در خردسالی دانش عطا شد در حالی که فهمش از کتاب مقدس از برترین عالمان زمان خودش بیشتر بود.
شیعه ادعا می‌کند که اولین برخورد مأمون با امام جواد (امام نهم) نشان می‌دهد که دانشِ خداوندی به امامان داده شده‌است.
چون پس از آن مأمون یک گردهمایی بزرگ تشکیل داد که در آن انواع سوالات علمی از امام نهم پرسیده شد و امام خردسال همه را با رای و دانشش به شگفتی واداشت. پس از این دیدار، مأمون رسماً ازدواج دخترش را با جواد اعلام کرد.
انتقاد دیگری که به شیعه وارد است این است که بحث امامت در هیچ جای قرآن نیامده است.
ادعایی که شیعه با ذکر آیاتی از قرآن، آن را رد می‌کند.

## وحی به فاطمه
به عقیده برخی علمای شیعه، فاطمه، دختر محمد، بعد از مرگ پدرش دریافت کننده وحی الهی بوده‌است. در طول ۷۵ روزی که فاطمه با جبرئیل در ارتباط بوده، شوهرش، علی الهامات وارده بر فاطمه را در مصحفی به نام مصحف فاطمه ثبت می‌کرده‌است.
به اعتقاد اهل سنت، فاطمه هرگز دریافت کننده وحی الهی نبوده‌است.
شیعه اما، این وحی، را وحی پیغمبرانه نمی‌داند بلکه از نوعِ وحی یا الهامی می‌داند که به تصدیق قرآن، مریم، مادر عیسی،
مادر موسی
و زنبور عسل دریافت می‌کرده‌است.

## خمس
خمس یک نوع مالیات است که اسلام بااهدافی خاص، بر برخی منابع مالی وضع کرده‌است. این منابع در میان شیعه و اهل سنت متفاوت تفسیر می‌شود.
به اعتقاد اهل سنت، منبع اخذ خمس غنائم جنگی است در حالیکه در فقه شیعه بر منفعت کسب، معدن، گنج، مال حلال مخلوط به حرام، جواهری که از غواصی یا غنیمتی که از جنگ بدست می‌آید، خمس دریافت می‌شود.
این مال توسط رهبران شیعه جمع‌آوری و سازماندهی می‌شود. به عقیده محققانی چون موسی الموسوی، نحوه جمع‌آوری و مصرف کنونی خمس که اختصاصاً توسط علمای مذهبی شیعه، و بزرگان سادات، صورت می‌گیرد، در واقع غصبِ موقعیت امام غائب، در جهت ثروتمندتر شدن هر چه بیشتر طبقه روحانی است.
به عقیده شیعه، خمس شامل دو بخش است: بخش اول به سادات می‌رسد و بخش دیگر به دو قسمت مساوی تقسیم می‌شود. قسمت اول به امام و روحانیون می‌رسد و قسمت دوم به یتیمان و فقیران تعلق می‌گیرد.
به این ترتیب خمس یک منبع اصلی درآمد و استقلال مالی روحانیون در مناطق شیعه نشین است.
برخی دریافت خمس را بر اساس این واقعیت توجیه می‌کنند که روحانیون شیعه در خارج از ایران، بوسیله دولت حمایت مالی نمی‌شوند. برای مثال نمایندگی امور مذهبی در ترکیه فقط برای آموزش و استخدام ائمه اهل سنت هزینه می‌کند و فقط مساجد اهل سنت را اداره می‌کند، و این در حالی است که شیعیان ۲۵ تا ۳۰ درصد جمعیت ترکیه را تشکیل می‌دهند و مساجدشان که توسط دولت به رسمیت شناخته نمی‌شوند، بودجه ای دریافت نمی‌کند.

## سه وعده نماز
در حالی که اهل سنت ۵ نوبت نماز در روز به جا می‌آورند، شیعیان می‌توانند انتخاب کنند تا نمازشان را در سه وعده بخوانند. به این صورت که در دو وعده از این سه وعده، دو نماز می‌خوانند.
آنها نوبت دوم و سوم را با هم و نوبت چهارم و پنجم را با هم می‌خوانند.
اهل سنت دلیل می‌آورند که با این روش مقصود ۵ نوبت از بین می‌رود. چون خداوند ۵ نماز برای ۵ وقتِ مجزا تعیین کرده‌است، نه سه نماز برای سه وعده؛ و شیعه را متهم می‌کنند ابهام موجود در قرآن را برای راحتی خودش جور دیگری تفسیر کرده‌است.
شیعه مدعی است اختیار سه وعده نماز، از دو منبع عمدهٔ فقه شیعه، یعنی قرآن
و روش پیامبر، که گاهی اینطور نماز می‌خواند، قابل استخراج است و منابع اهل سنت
هم این را تأیید می‌کنند. همچنین در روایت آمده‌است که رسول خدا برای اینکه کسی به مشقت نیفتند، این اجازه (سه وعده) را داده‌است. برخی این اجازه را برای سفر طولانی یا شرایط بیماری تفسیر می‌کنند، اما شیعه همین را کافی می‌داند تا نتیجه بگیرد آیات قرآن مخالفتی با سه وعده نماز ندارد.

## نفی تقدیر
اهل سنت، شیعه را متهم به انکار تقدیر الهی و اعتقاد به بدا (تغییر در اراده خداوند) می‌کنند که این خود به معنای انکار قدرت مطلقه الهی است.
البته شیعیان بداء به این معنا که برای خدا علم جدیدی حاصل شود که پیشتر به آن جاهل بوده، را نمی‌پذیرند و آن را کفر می‌دانند. در دانشنامه قرآن و حدیث آمده‌است:
همه فِرَق و مذاهب اسلامی، عملاً مفهوم بَدا را پذیرفته‌اند. البتّه برخی، از آن رو که معنای بَدا را به درستی درک نکرده‌اند و پنداشته‌اند که بَدا با علم ذاتی و اَزَلی خدا در تعارض است، به انکار آن پرداخته‌اند.

در حالی که در عمل، همه فِرَق مسلمان، دست به دعا برمی‌دارند و نه تنها نیازهای خویش، بلکه تغییر سرنوشت خود را از خدا می‌خواهند، و این، چیزی جز اعتقاد عملی به مفهوم «بَدا» نیست؛ چرا که جز با اعتقاد به امکان تغییر وضعیّت موجود (یعنی همان «بَدا»)، نمی‌توان آن را از خدا، درخواست کرد.
علمای اسلامی در تبیین مسئله بداء و بیان عدم تلازم آن با نسبت جهل به خداوند، چنین گفته‌اند که گرچه طبق تعالیم قرآنی، علم خداوند از هر جهت مطلق نامحدود است و «اِنَّ اللّهَ بِکُلِّ شَیء عَلیم» (عنکبوت:۶۲)، و خداوند بر همه حوادث از ازل تا ابد آگاه است؛ سرنوشت انسان‌ها و حوادث و وقایعی که برای آن‌ها پدید می‌آید بر اثر عوامل و شرایط ویژه‌ای همانند اختیار افراد و گروه‌های انسانی رقم می‌خورد. اولی را قضای حتمی می‌نامند که در لوح محفوظ ذخیره شده‌است، و دومی را قضای غیرحتمی یا قدر می‌نامند که در لوح محو و اثبات ذخیره شده‌است، و طبق آیه «یَمحوا اللّهُ ما یَشاءُ و یُثبِتُ و عِندَهُ اُمُّ الکِتاب» (رعد:۳۹) بخش نخست آیه اشاره به قضای غیر حتمی دارد و قسمت دوم مربوط به قضای حتمی است. نظیر این معنا را در آیه «قَضی اَجَلاً واَجَلٌ مُسَمًی عِندَهُ» (انعام:۶) می‌توان یافت.

## تحریف قرآن
شیعه متهم است به اینکه اعتقاد دارد قرآن توسط صحابه پیامبر تغییر پیدا کرده‌است. فرقه‌هایی مثل دیوبندی شیعه را متهم می‌کنند به اینکه معتقد است نسخه اصلی قرآن نزد مهدی موعود است. شیعه همچنین متهم است به اینکه اعتقاد دارد قرآنِ موجود فاقد آیاتی است که از امامت امام علی دفاع می‌کنند؛ و اینکه عثمان آنها را در ضمن جمع‌آوری قرآن حذف کرده‌است. این گروه‌ها دفاع شیعه از خودش، که می‌گوید به قرآنِ موجود معتقد است، را نوعی تقیه می‌داند تا خود را معرض حمله قرار ندهد.
فقط هفت عالم شیعه مدعی حذف آیاتی در نسخه جمع آوری شده توسط عثمان هستند.
غالبِ شیعیان امروز معتقدند چیزی از قرآن حذف یا به آن اضافه نشده‌است.
عالم معاصر شیعه، سید ابوالقاسم خویی می‌گوید اگرچه کتاب علی (نسخه ای که حاوی تفاسیر علی بر قرآن است و گاهی «کتاب علی» نامیده می‌شود) شامل اضافاتی نسبت به نسخه موجود است، اما این به آن معنا نیست که این اضافه‌ها جزئی از قرآن هستند و بعداً حذف شده‌اند، بلکه این اضافات تفاسیر و توضیحاتی است بر آیات قرآن یا احادیثی قدسی است در بیان مقصود برخی آیات قرآن.

## محترم داشتن تصاویر ائمه

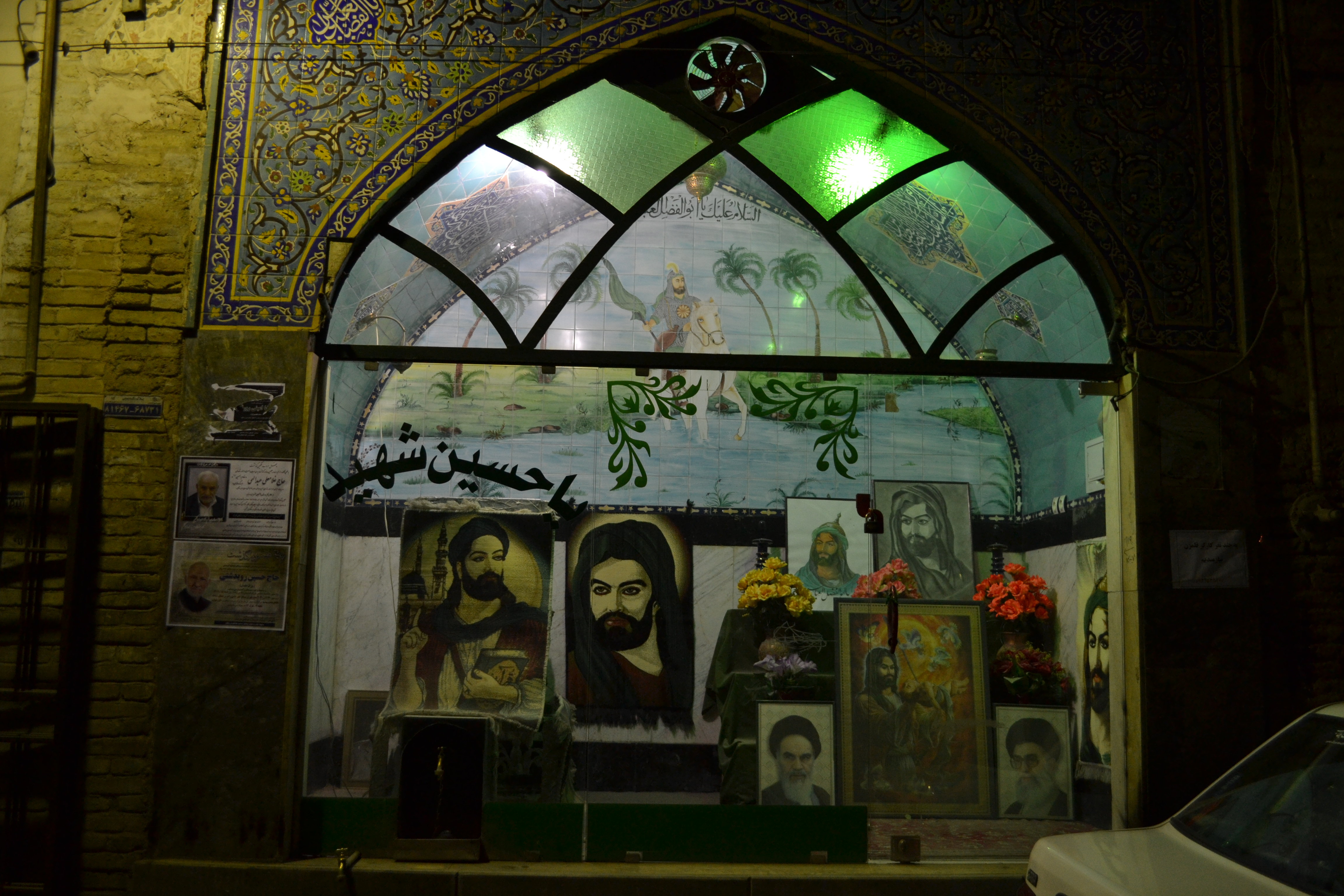
تصویرگری‌های رایج از برخی امامان.

سنی‌ها به‌طور خاص منتقد «عشقِ به تمثال‌هایِ بصری که در مذهبی‌گراییِ مردمیِ شیعه آشکار است» هستند، و مرتباً این خصوصیت را به عنوان دلیلی بر انحراف یا ارتداد شیعه ذکر می‌کنند.
بنا به فتوایی از سیستانی در عراق، کشیدن تصویر محمد، پیامبران و سایر شخصیت‌های مقدس مجاز است به شرطی با احترام کامل انجام شود.

## یادداشت
1. ↑   For more hadiths see Sahih of Tirmidhi. Cairo, 1350-52. vol. IX, chapter "Ma ja a fi’l-huda": Sahih of Abu Da’ud, vol.ll, Kitab al-Mahdi: Sahih oflbn Majah, vol.ll. chapter khurui’ al-Mahdi": Yanabi’ al-mawaddah: Kitab al-bayan fi akhbar Sahib al zaman of Kanji Shaafi’i, Najaf, 1380; Nur al-absar: Mishkat almasabih of Muham. mad ibn ’Abdallan al-Khatib. Damascus, 1380; al- Sawa’iq al-muhriqah, Is’af al raghibin of Muhammad al-Sabban, Cairo. 1281: al-Fusul al-muhimmmah; Sahih of Muslim: Kitab al-ghaybah by Muhammad ibn Ibrahim al-Nu’mani, Tehran, 1318; Kamal al-din by Shaykh Saduq. Tehran, 1301; lthbat al-hudat; Bihar al-anwar, vol. LI and LII.
2. ↑  به گفته ویلفرد مادلونگ، اکثر گزارش‌های اهل سنت که طبری نقل کرده‌است، چنین است
 اهل کساء را شناسایی نکنید. از دیگر روایات اهل سنت، مانند شیعه موافقند فاطمه، حسن و حسین و علی، برای رویداد مباهله حضور داشته‌اند.[۷۸]
3. ↑  Quran, 5:110
4. ↑  Quran, 19:12
5. ↑  زمانی که مأمون با پرندگان شکاری خود به شکار رفته بود از جاده ای گذشت که پسران در آن مشغول بازی بودند. از جمله آنها محمد الجواد بود. هنگامی که سواران مأمون نزدیک شدند، پسران به جز جواد که آن‌جا ماند، فرار کردند. مأمون با توجه به این موضوع، کالسکه خود را متوقف کرد و پرسید: پسر، چه چیزی تو را از فرار با دیگران بازداشت؟ جواد پاسخ داد: راه آنقدر باریک نبود که بترسم جایی برای عبور تو نباشد و گناهی مرتکب نشده‌ام که بترسم و تو را از این قبیل شمرده‌ام. مردی که کسی را که اشتباهی مرتکب نشده بود، زخمی نمی‌کرد.» خلیفه بسیار خوشحال شد، پس از آنکه به مسافت کوتاهی رفت، یکی از پرندگان شکارش ماهی کوچکی برای او آورد که آن را در مشت خود پنهان کرد و برگشت و از پسری که هنوز آنجا ایستاده بود پرسید: من چه چیزی در دست دارم؟ جواد در پاسخ گفت: آفریدگار جانداران، ماهی کوچکی در دریا آفریده که شاهین پادشاهان و خلفا آن را صید می‌کنند تا ذریه محمد را با آن بیازمایند.[۹] مأمون بسیار خرسند شد و از فرزند در مورد نسب او پرسید و او پاسخ داد.
6. ↑  Quran, 3:45
7. ↑  Quran, 28:7
8. ↑  Quran, 16:68